# Il grido (singolo)
Il grido è un singolo del cantautore italiano Umberto Tozzi, pubblicato nel 1996.
Il brano, scritto dallo stesso Tozzi, è estratto dall'omonimo album Il grido.